# Ulrich Peltzer
Ulrich Peltzer (* 9. prosince 1956 v Krefeldu, Severní Porýní-Vestfálsko) je německý spisovatel a diplomovaný psycholog.

## Život
Z rodného Porúří se Peltzer odstěhoval po maturitě roku 1975 do Berlína.
V Berlíně studoval na Svobodné univerzitě a Technické univerzitě psychologii a filozofii. Zhruba od poloviny 80. let se věnuje psaní. Je členem německého PEN klubu.

## Dílo
Román Teil der Lösung (Součást řešení, 2007) byl v Německu oslavován jako velký politický román současnosti. Název knihy odkazuje na citát teroristy Frakce Rudé armády Holgera Meinse z roku 1974, který tvrdil, že člověk je buď součástí problému, anebo součástí řešení. Nic mezi tím podle Meinse neexistuje.